# Referendum w Islandii w 1933 roku
Referendum w sprawie zniesienia prohibicji w 1933 roku było rewizją referendum z 1908 roku. Zniesienie prohibicji poparło 57,7% głosujących. 